# Raižiai

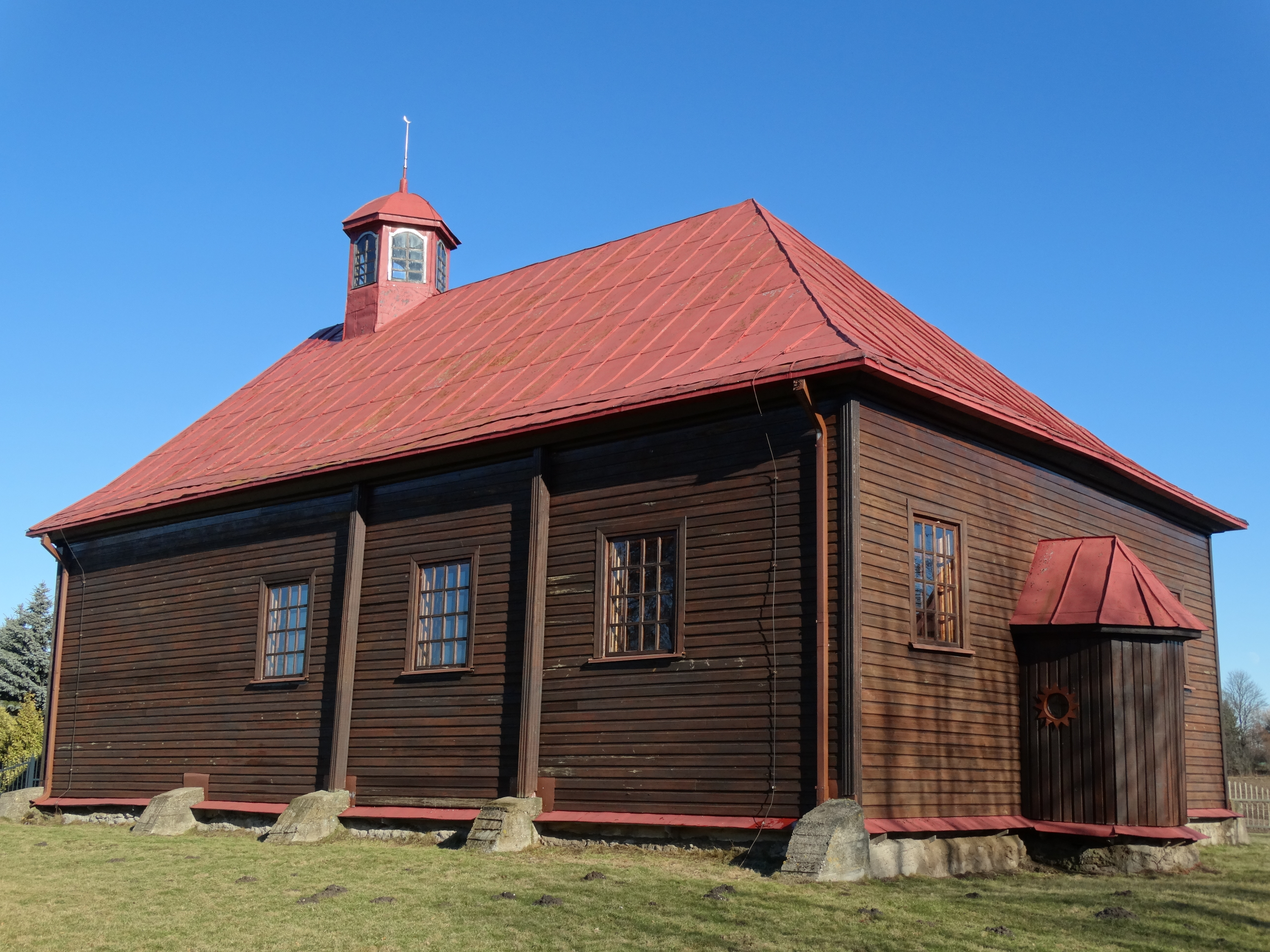
Moschee Raižiai

Raižiai ist ein Ort im Amtsbezirk Punia, in der Rajongemeinde Alytus, im Bezirk Alytus, Litauen. Das Dorf befindet sich 7 km südöstlich von Punia und 5 km südwestlich von Butrimonys. Es ist das Zentrum des Unteramtsbezirks.
1889 wurde die heutige  Moschee Raižiai, jetzt ein Kulturdenkmal, gebaut. Im Dorf leben 107 Einwohner (2011). Es gibt eine muslimische Gemeinde.

## Personen
- Jonas Chaleckis (1807–1883), General[2]